# Knipowitschia iljini
Knipowitschia iljini är en fiskart som beskrevs av Berg, 1931. Knipowitschia iljini ingår i släktet Knipowitschia och familjen smörbultsfiskar. Inga underarter finns listade i Catalogue of Life.